# Duqueco Airport
Duqueco Airport är en flygplats i Chile.   Den ligger i provinsen Provincia de Biobío och regionen Región del Biobío, i den södra delen av landet, 500 km söder om huvudstaden Santiago de Chile. Duqueco Airport ligger 571 meter över havet.
Terrängen runt Duqueco Airport är kuperad åt nordväst, men åt sydost är den bergig. Duqueco Airport ligger nere i en dal. Runt Duqueco Airport är det mycket glesbefolkat, med 6 invånare per kvadratkilometer..
I omgivningarna runt Duqueco Airport växer i huvudsak blandskog.